# 全国経理教育協会
公益社団法人全国経理教育協会（ぜんこくけいりきょういくきょうかい）は、東京都豊島区に所在する公益社団法人である。略称は全経（ぜんけい）。全国の約250校の専門学校が加盟している。
簿記、経理及び税務に関する検定試験を実施している。

## 歴史
- 1956年3月　全国商経学校長協会設立、後に全国経理学校長協会と改称
- 1959年1月　社団法人全国経理学校協会として認可
- 2005年4月　全国経理教育協会に改称
- 2011年4月　公益法人制度改革に伴い、公益社団法人に移行

## 現在の主催検定
現在、以下の12種類の検定試験が実施されている。

### 簿記能力検定
上級：商業簿記、会計学、工業簿記及び原価計算について高度な知識を有し、併せて複雑な実務処理能力を有する。
　　　※1983年度以降の合格者には、税理士試験の受験資格が与えられる。 　　　
　　　合格点は各科目100点満点の計400点満点中、合計280点以上かつ各科目40点以上であること（理論上339点でも不合格が生じることがある）。 　　　
　　　科目合格制度なし。
1級：商企業及び工企業における経理責任者として必要な商業簿記及び工業簿記に関する知識を有し、かつ高度な実務処理ができる。
　　　科目合格制度あり。
2級：個人企業及び法人企業の経理担当者又は経理事務員として必要な商業簿記に関する知識を有し、かつ実務処理ができる。
3級：個人企業における経理担当者又は経理補助者として必要な商業簿記に関する知識を有し、かつ簡易な実務処理ができる。
基礎簿記会計：組織管理のための基本的な帳簿を作成できる。簿記の基本的仕組みが必要な組織、サービス産業全般に必要とされる知識。
- 【ペーパー試験】受験料(税込み):

　　　　　　　　　　　　　上級　8,700円
　　　　　　　　　　　　　1級商業簿記・財務会計3,500円　／　1級原価計算・管理会計　3,500円
　　　　　　　　　　　　　2級商業簿記　3,100円　／　2級工業簿記　3,100円
　　　　　　　　　　　　　3級商業簿記　2,900円
　　　　　　　　　　　　　基礎簿記会計　1,900円
- 【ネット試験】受験料(税込み・事務手数料1,200円含む):

　　　　　　　　　　　　　2級商業簿記　4,300円　／　2級工業簿記　4,300円
　　　　　　　　　　　　　3級商業簿記　4,100円
　　　　　　　　　　　　　基礎簿記会計　3,100円

### 計算実務能力検定
各級とも帳票計算と商業計算の分野に分けて出題される。
1級
帳票計算（精算表、棚卸表、固定資産台帳、入出金伝票）
商業計算（比率、製造原価、利益処分、有価証券、株式、福利、年金、年割賦、積立金、減価償却）
2級
帳票計算（合計残高試算表、商品有高帳、入出金伝票）
商業計算（売買諸費用、手形割引、度量衡、貨幣の換算）
3級
帳票計算（仕訳帳、総勘定元帳、得意先元帳、仕入先元帳、入出金伝票）
商業計算（割合の表し方、損益、利息）
4級(平成21年1月24日実施の検定をもって廃止）
帳票計算（現金出納帳、当座預金出納帳、売上帳、入出金伝票）
商業計算（割合の計算、歩合算）
- 【ペーパー試験】受験料(税込み):1級2,600円　2級2,200円　3級2,000円
- 試験時間:1・3級：9時（50分）　2級：10時（50分）
- 時間が重複しない限り複数級受験可能
- 合格発表は試験施行後1週間以内。

### 所得税法能力検定・法人税法能力検定・消費税法能力検定・相続税法能力検定
- ランク：1級～3級
  - 1級・・各種税法,各種税法施行令,各種税法施行細則、租税特別措置法、同施行令及びこれらに関する通達並びに国税通則法
  - 2級・・3級に掲げた法令のほか原則、各種税法施行規則及び基本通達のうち一般的なもの
  - 3級・・原則、各種税法、税法施行令及び租税特別措置法のうち一般的なもの及び基本通達のうち基本的なもの
- 各種は、受験する税法に置換すること
  - 【ペーパー試験】受験料(税込み)：1級:5,500円　2級：4,000円　3級：3,500円
  - 制限時間：1級90分,2級・3級60分
  - 試験時間が重複しない限り複数級受験可能
  - 合格点は全級70点以上、合格証書交付は試験会場にて実施

- 備考　：相続税法能力検定は令和2年より実施予定

### 社会人常識マナー検定
- ランク　：1級～3級,Japan Basic(留学生向け)

- 【ペーパー試験】受験料(税込み)：1級:5,000円　2級:3,400円　3級:2,900円　Japan Basic:2,700円
- 【ネット試験】　受験料(税込み・事務手数料1,200円含む):

　　　　　　　　　　　　　　　　　2級:4,600円　3級:4,100円　Japan Basic:3,900円
- 試験開始：1級・3級：9時、2級は10時50分

- 制限時間：1級：90分、2級・3級は60分

- 合格点　：70点以上。

- 備考　　：試験時間が重複しない限り複数級受験可能

　　　　　　Japan Basicは2020年度より実施予定

### 文書処理能力検定 (ワープロ部門)
- 1級及び2級・・・筆記試験(技術常識、国語力)、通信文作成(入力、文書作成)
- 3級及び4級・・・通信文作成（入力、文書作成)
- 【ペーパー試験】受験料(税込み):1級6,000円　2級4,600円　3級3,800円　4級2,800円
- 制限時間:筆記試験20分(3級と4級は、筆記は課さない)、実技試験は、入力全級10分、通信文作成1級～3級30分、4級20分
- 試験開始:1級,3級は14時30分、2級,4級は11時開始。
- 試験時間が重複しない限り複数級受験可能
- 合格点:筆記試験と定型文作成全級70点以上、入力1級690以上,2級490以上,3級290以上,4級240以上
- 合格発表:試験施行後2週間以内。発表方法は、ネット申込を参照すること
- 合格証書交付・・・試験会場校で交付。
- 指導指針(表計算共通)
  - 1級・・実務において必要とされる高度な機能及び操作
  - 2級・・実務において必要とされる通常の機能及び操作
  - 3級・・実務において必要とされる基本的な機能及び操作
  - 4級・・実務において必要とされる簡単な機能及び操作

### 文書処理能力検定 (表計算部門)
- ランク:1級～4級
- 学科試験及び制限時間:1級・2級は20分
- 実技試験及び制限時間:1級～3級は40分、4級は30分
- 受験料：ワープロ部門を参照すること
- 試験開始：1級と3級は13時00分、2級と4級は9時30分。
- 合格発表,指導指針,合格証書交付・・・ワープロ部門を参照すること
- 使用ソフト・・Microsoft Office2016

### 電卓計算能力検定
段位
程度は1級とし、出題数は2倍とする。
1級
乗算（11桁）、除算（10桁）、見取算（5～10桁）、複合算（1題12桁以内）、伝票算（4～9桁）
2級
乗算（9桁）、除算（8桁）、見取算（4～8桁）、複合算（1題11桁以内）、伝票算（3～7桁）
3級
乗算（7桁）、除算（6桁）、見取算（3～6桁）、複合算（1題10桁以内）、伝票算（3～5桁）
4級
乗算（7桁）、除算（6桁）、見取算（3～5桁）、複合算（1題9桁以内）
- 【ペーパー試験】受験料(税込み)：段位3,400円　1級2,400円　2級2,200円　3級1,900円　4級1,600円
- 制限時間：1種目10分,5種目（4級のみ4種目）合わせて50分（4級は40分）
- 開始時間は、段位,2級,4級は14時20分,1級,3級は13時開始。
- 試験時間が重複しない限り複数級受験可能
- 合格点は全級70点以上。

合格条件
1種目100点満点とし、各種目とも得点70点以上で合格。
段位は1種目200点満点とし、各種目の得点が100点以上かつ総得点500点以上を初段、二段から50点ずつ加点して定め、950点以上を十段、全種目満点を名人とする。

### コンピュータ会計能力検定
ランク1級～初級
受験料【ペーパー試験】(税込み)：1級8,700円　2級6,500円　3級4,000円　初級2,500円
試験開始2級と初級は9時、1級と3級は11時
制限時間1級は2時間、2級・3級は90分、初級は1時間
合格点70点以上。
合格発表は試験施行後1週間以内であるものの、当日、試験会場で聞くこと。
試験開始時間が、重複しない限り複数級の受験可能

### 社会福祉会計簿記認定試験
社会福祉会計簿記認定試験（しゃかいふくしかいけいぼきにんていしけん）とは、一般財団法人総合福祉研究会及び公益社団法人全国経理教育協会が共催する、社会福祉法人会計の知識を問う検定。
社会福祉会計分野で唯一の民間試験。専門的な認定試験制度の普及により、社会福祉法人の円滑な会計業務を遂行する人材の育成を目指すものとしている。

### 中小企業BANTO認定試験
「中小企業BANTO認定試験®」は中小企業のビジネスに関する新しい知識・スキル・分析力・判断力が身につく資格。
中小企業の厳しい経済環境を踏まえ、会計・財務の知識を軸として、ビジネスに必要な法律・コミュニケーション等の知識を幅広く備え、中小企業の健全な成長に貢献できる専門人材を養成することを目的としている。
- 【ネット試験】　受験料(税込み・事務手数料1,300円含む)：6,100円(税込み)
- 出題範囲　　：「経営計画と事業承継」「ヒト・モノ」「ガバナンス（経営法務）」「情報」「カネ（会計）科目」「税金」
- 公式テキスト：「中小企業BANTO　認定試験公式テキスト」
- 備考　　　　：2025年度よりリニューアル

## 過去の主催検定

### 珠算能力検定
- そろばんを使用した計算能力を測定する検定試験で、2004（平成16）年2月（第181回）検定をもって終了した。
- 段位（10段～初段）及び1級～8級の18段階により、乗算、除算、見取算、伝票算の4種目で実施されていた。

### 情報処理能力検定
- プログラミングやシステム開発等を中心とした情報処理能力を測定する検定試験で、2006（平成18）年2月（第55回）検定をもって終了した。
- 1級～3級の3段階により、「プログラム作成（BASIC・COBOL・C言語）」と「EUCとEUD」の種目で実施され、いずれかの種目（プログラミング言語）を選択する形式で実施されていた。
- 実施日は2月(2･3級)、6月(1･2･3級)、10月(1･2･3級)。1ヶ月前までに出願となっていた。
- 平均合格率は1級20%前後、2級40%前後、3級70%前後。
- 2006（平成18）年6月検定より、1級範囲は実質廃止、2級以下を継承、試験内容も一新しIT活用能力検定として実施された。
- 経済産業省の国家試験基本情報技術者、初級システムアドミニストレータなどへのステップアップに、主に専修学校・各種学校で実施されていた。

### IT活用能力検定
- ランク:1級～3級
- 受験料:1級3600,2級2800,3級2000
- 試験開始:1級と3級は13時、2級は14時20分
- 制限時間:全級60分
- 合格点:70点以上。
- 合格発表は試験施行後1ヶ月以内であるものの、当日、試験会場で聞くこと。最速2週間程度。
- 試験開始時間が、重複しない限り複数級の受験可能
- 備考：2013年2月実施の検定をもって廃止

### 秘書能力検定
- 秘書業務を遂行するにあたって必要な資質、職務知識、マナー等を測定する検定試験で、2007（平成19）年1月（第46回）検定をもって終了した。
- 1級〜3級の3段階により、秘書の資質、職務知識、一般知識、マナー・接遇、技能の5分野で実施されていた。
- 2007（平成19）年9月検定より、社会常識能力検定として実施され、試験内容も一新している。

## ネット申込

### 受験申込変更
- 2014年4月1日から、全ての検定について、個人での受験申込は、全経協会検定管理システムからのネット申込に変更となった。

### 受験票交付
- 受験票は、全経協会検定管理システムから出力し、試験当日に受験会場へ持参する。
- マイページ→検定申込履歴一覧に、pdf形式で表示される

### 合否通知
- 合否通知は、受験者マイページにある検定申込履歴一覧の中に、点数付きで公表される

### 合格証書交付
- 団体受験者の場合、受験した会場に送付。個人申込の場合、全経協会検定管理システムに申込時に入力された住所に送付。

### 合格証明書交付
- 2006年1月1日以降に、全経検定を受験した受験者は、マイページにあるその他の履歴一覧にある紐付けを実施すること。そうすることによって、各自で、合格証明書を取り出せるようになる。

## 役員

### 会長
- 名誉会長：高瀬荘太郎（1956年3月 - 1966年9月）
- 初代：愛知揆一（1965年12月 - 1973年11月）
- 第2代：坂田道太（1974年5月 - 1990年5月）
- 第3代：森喜朗（1990年5月 - 1992年12月）
- 第4代：森喜朗（1996年5月 - 2003年6月）
- 第5代：麻生太郎（2003年6月 - ）
- 名誉会長：森喜朗（2003年6月 - ）

### 理事長
1. 村田謙造（1956年3月 - 1961年5月）
2. 佐々佐（1961年5月 - 1972年5月）
3. 和田秀一（1972年5月 - 1977年5月）
4. 菅原博（1977年5月 - 1983年5月）
5. 秋葉中（1983年5月 - 1987年5月）
6. 柏木照明（1987年5月 - 1990年5月）
7. 角田喜文（1990年5月 - 1997年5月）
8. 田後晴司（1997年5月 - 2001年5月）
9. 上野淳次（2001年5月 - 2003年5月）
10. 菅原一博（2003年5月 - 2007年5月）
11. 吉田松雄（2007年5月 - 2011年5月）
12. 中島利郎（2011年5月 - 2017年1月）
13. 岡部隆男（2017年2月 - 2021年6月）
14. 渡辺敏彦（2021年6月 - 2023年6月）
15. 鈴木一樹（2023年7月 - 現在）

## テキスト及び過去問
テキスト及び過去問集は、以下の出版社から販売されている。
- 英光社
- 清文社
- 実教出版
- 株式会社エデュプレス
- ネットスクール

## 全国簿記電卓競技大会兼国際電卓競技会
昭和61年度から開催している大会。
簿記、電卓の普及向上と職業教育の振興発展を図るため、毎年9月に実施。
2023年から、ネット試験による「全国簿記競技大会」に変更となった。この回から、学生以外も参加できる”一般の部”を開始。

## その他
- 一定の全経資格を取得すると経理実務士の認定申請ができる
- 簿記の日を制定。日付は福沢諭吉の訳本「帳合之法」が1873年（明治6年）の2月10日に慶応義塾出版局から発行されたことによる。